# Гринтовец при Осилници
Гринтовец при Осилници (словен. Grintovec pri Osilnici) је насељено место у општини Осилница, регија Југоисточна Словенија, Словенија.

## Историја
До територијалне реорганизације у Словенији био је у саставу старе општине Кочевје.

## Становништво
У попису становништва из 2011. године, Гринтовец при Осилници је имао 23 становника.
| Број становника према пописима | Број становника према пописима | Број становника према пописима |
| ------------------------------ | ------------------------------ | ------------------------------ |
| 1991                           | 2002                           | 2011                           |
| 19                             | 15                             | 23                             |

Напомена: До 1953. исказивано под именом Гринтовец.